# Kane Township (comté de Pottawattamie, Iowa)
Kane Township est un township du comté de Pottawattamie en Iowa, aux États-Unis,.